# Nifoʻoti (Stahl)
Das Stahl-Nifoʻoti (samoanisch für Haken am Ende) ist eine Waffe und ein Werkzeug aus Samoa.

## Beschreibung
Das Stahl-Nifoʻoti hat eine gerade, einschneidige, schwere Klinge. Die Klinge ist vom Heft zum Ort gleich breit. Der Ort ist gerade abgeschnitten und hat am oberen Ende einen gebogenen, spitzen Haken. Das Heft hat kein Parier und besteht aus Holz. Es ist mit Kokosfasern zur besseren Befestigung umwickelt. Die Klingen stammen meist aus englischer Fertigung. Das Stahl-Nifoʻoti ist eine Weiterentwicklung des hölzernen Nifoʻoti mit moderneren Materialien und entspricht in der Form und dem Gebrauch einer Machete. Da im 19. Jahrhundert die Metallklingen noch schwer auf Samoa zu bekommen waren, wurden auch hölzerne Kopien in der Form des Stahl-Nifoʻoti angefertigt. Das Stahl-Nifoʻoti wurde von den Einwohnern von Samoa benutzt.